# آلن پاسار
آلن پاسار (فرانسوی: Alain Passard‎؛ زادهٔ ۴ اوت ۱۹۵۶) سرآشپز و رستوران‌دار اهل فرانسه است. او فرزند یک موسیقی‌دان است و خودش ساکسوفون می‌نوازد.
سرآشپز آمریکایی دیویند کینچ دربارهٔ او گفته‌است: «او تنها سرآشپزی است که تا به حال دیده‌ام و می‌توانم به صراحت وی را هنرمند واقعی بنامم.» رستوران او آرپژ از سال ۱۹۹۶ تا کنون یک رستوران سه‌ستارهٔ میشلن است.
وی همچنین برندهٔ جوایزی همچون لژیون دونور شده‌است.